# صلاح الدين البكوش

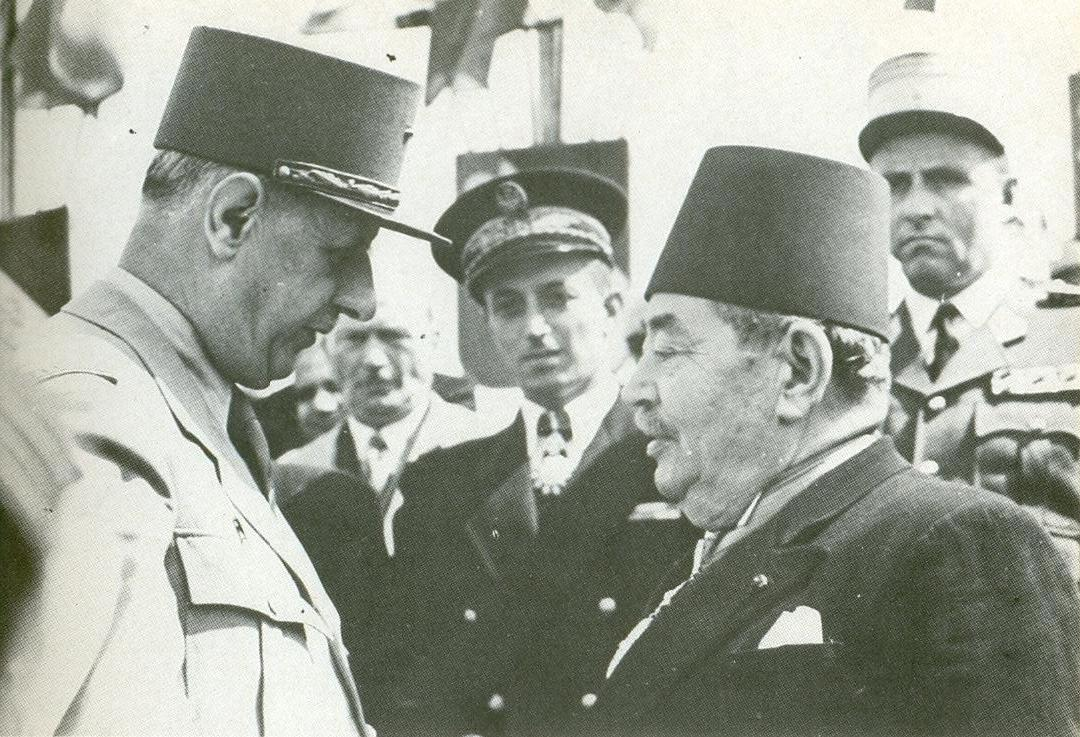
صلاح الدين البكوش مع الجنرال ديغول عام 1953

صلاح الدين البكوش: ولد في 14 أوت 1883 وتوفي في 24 ديسمبر 1959، سياسي تونسي
وهو نجل اللواء محمد البكوش، أصيل الوطن القبلي وزير ومستشار الباي. والدته مامية بن عياد من عائلة من الطبقة الأرستقراطية السياسية.
تقلد الوزارة الكبرى مرتين إحداهما، في عهد محمد الأمين باي، الأولى فيما بين 1943 و1947 والثانية فيما بين 1952 و1954، وفي كلا المرتين جيء به بعد محمد شنيق الوزير الأكبر للمنصف باي عام 1943، ثم الوزير الأكبر للحكومة التفاوضية التي شارك فيها الحزب الحر الدستوري الجديد. وذلك يدل على مدى القبول بصلاح الدين البكوش من قبل نظام الحماية، حيث كان يعتبر من الشخصيات المعارضة للحركة الوطنية، ونتيجة ذلك فقد أحيل على المحاكمة بعد الاستقلال، وصدر عليه في أكتوبر 1958 حكم بالسجن والتجريد من حقوقه السياسية.